# 萨尔特河畔穆瓦特龙
萨尔特河畔穆瓦特龙（法語：Moitron-sur-Sarthe，法語發音：[mwatʁɔ̃ syʁ saʁt]）是法国萨尔特省的一个市镇，属于马梅尔斯区。

## 地理
萨尔特河畔穆瓦特龙（48°14'23"N, 0°1'53"E）面积10.32 平方千米，位于法国卢瓦尔河地区大区萨尔特省，该省份为法国西北部内陆省份，北起顺时针与奥恩省、厄尔-卢瓦省、卢瓦-谢尔省、安德尔-卢瓦尔省、曼恩-卢瓦尔省和马耶讷省接壤，是法国大西部的入口，连接卢瓦尔河谷、布列塔尼和巴黎盆地。
与萨尔特河畔穆瓦特龙接壤的市镇（或旧市镇、城区）包括：圣欧班德洛克奈、塞格里、皮亚塞、萨尔特河畔弗雷奈。

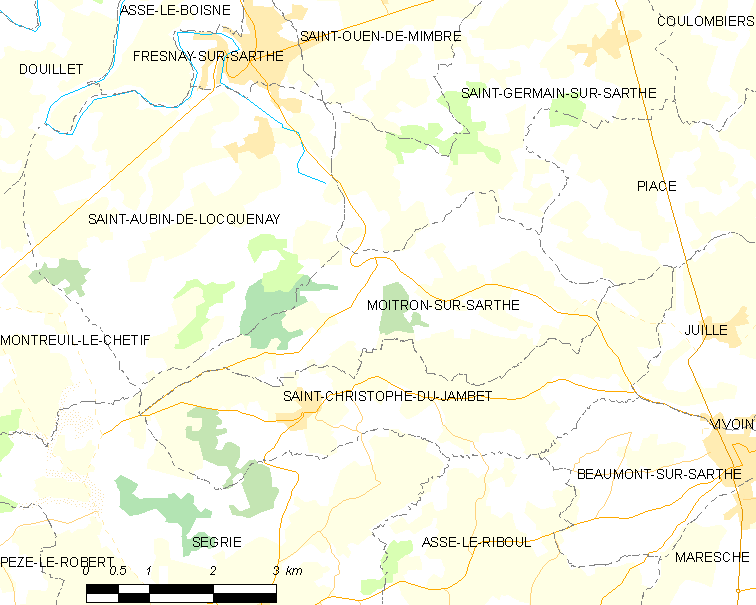
萨尔特河畔穆瓦特龙的OSM定位图

萨尔特河畔穆瓦特龙的时区为UTC+01:00、UTC+02:00（夏令时）。

## 行政
萨尔特河畔穆瓦特龙的邮政编码为72170，INSEE市镇编码为72199。

## 政治
萨尔特河畔穆瓦特龙所属的省级选区为锡耶勒纪尧姆县。

## 人口

1962-2008年间萨尔特河畔穆瓦特龙人口变化图示

萨尔特河畔穆瓦特龙于2022年1月1日时的人口数量为266人。